# Retolador tècnic

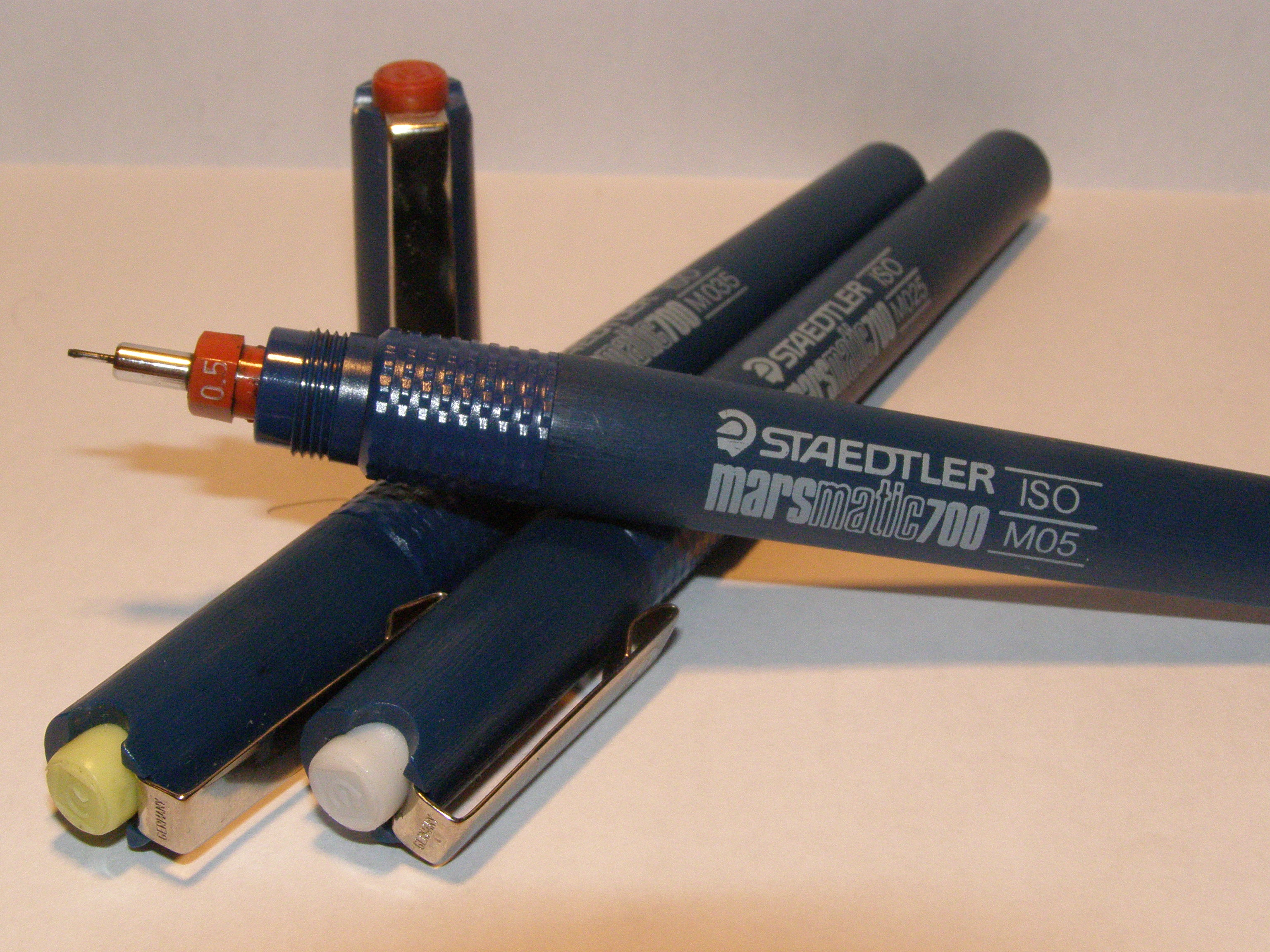
Retolador tècnic Staedtler

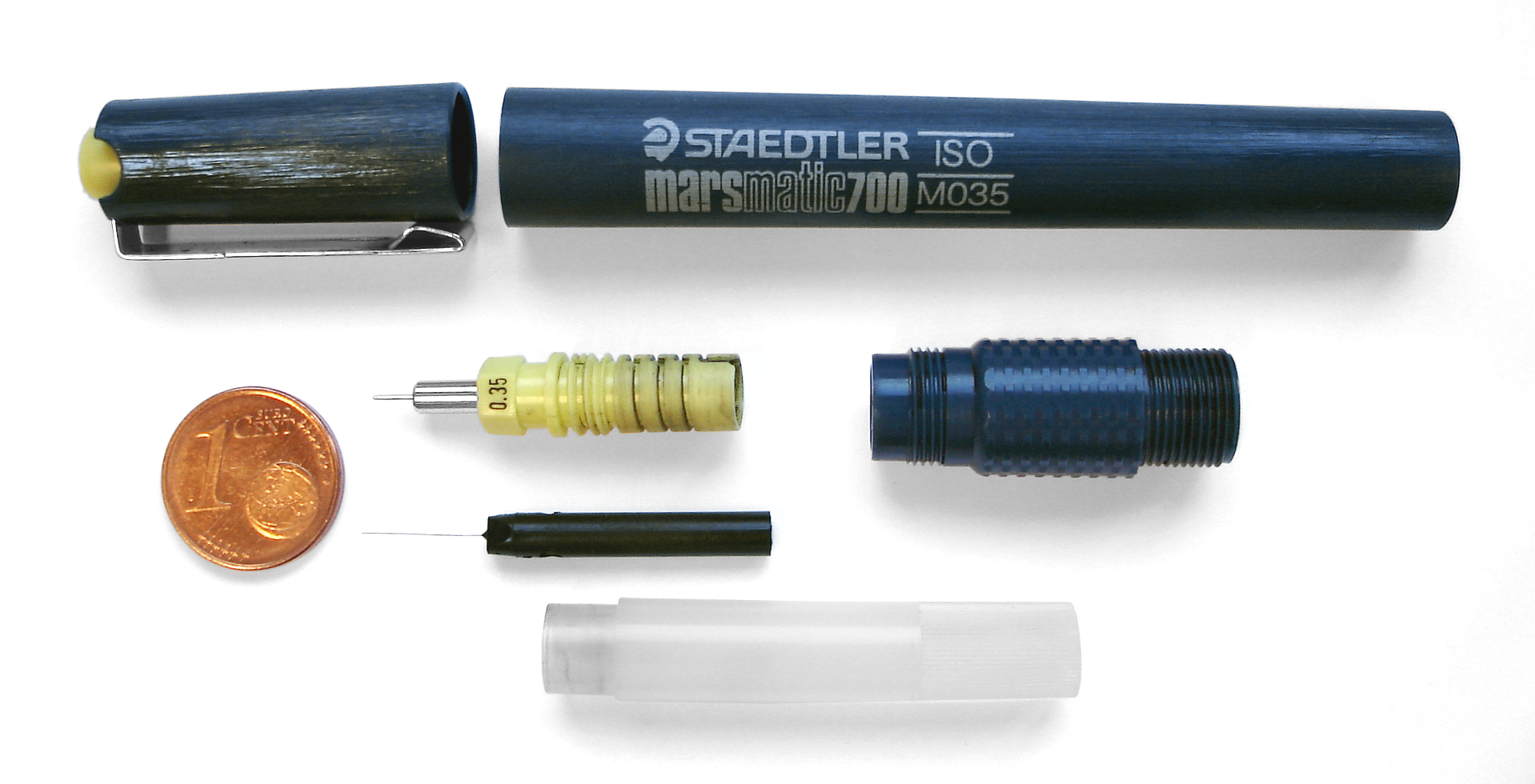
Retolador tècnic Staedtler partit en peces

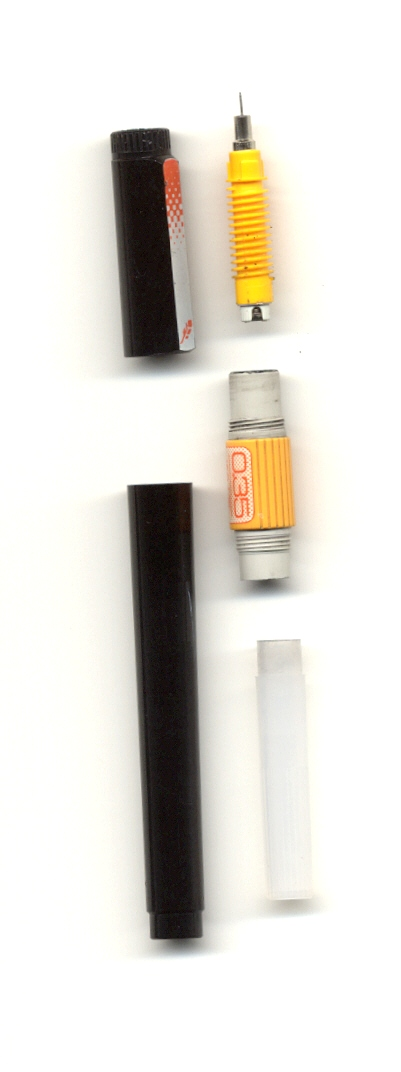
Retolador tècnic genèric.

Un  retolador tècnic  és un instrument de dibuix que funciona utilitzant tinta xinesa o tinta a l'oli, similar a una ploma estilogràfica, el disseny del qual és especial per a l'ús en arquitectura i dibuix de precisió.
És una evolució en el camp professional de la ploma estilogràfica, patentada per Lewis E. Waterman amb el sistema d'emmagatzematge de tinta o cartutx, i dividida en mòduls desmuntables. Té una ploma que posseeix un solc recte que distribueix la tinta, a més d'un sistema al buit amb un orifici que compensa la pressió entre la tinta i l'aire, excepte la diferència del sistema d'impressió de tinta, generalment distribuïda per un tub mitjançant l'acció capil·lar de la tinta gràcies al mateix sistema de bomba de buit, ja que el mateix involucra una entrada d'aire.
Els tubs es classifiquen segons el seu diàmetre en mil·límetres (mm). Per exemple, 0.3 o punt.3 representa el 30% d'un mil·límetre. Les menors mesures utilitzades oscil·len entre 0.2, 0,1 i .09 mm (no gaire comú), tot i que aquests extrems només es proveeixen en les marques de major qualitat i comporten problemes amb la tinta, havent d'extremar els paràmetres de qualitat i densitat. Les tintes solen ser tinta xinesa i tintes especials de molt baixa tensió superficial.

## Composició general d'un retolador tècnic
La versió modular generalment és per a ús extensiu i de vida llarga, però hi ha versions d'un sol ús.
- Part superior: magatzem o cartutx de tinta (intercanviable).
- Part inferior: capçal que s'ajusta al distribuïdor que té un principi de buit, ja que en un dels seus costats té un petit orifici i es pot desenroscar, acabant en la part que farà contacte amb el substrat o superfície de dibuix, format per un petit tub d'entre 0,7 i 1 cm de llargada.
- Part interior: distribuïdor de tinta, l'objectiu del qual és permetre i ajudar a l'acció capil·lar i evitar l'acumulació de tensió superficial, sent una mena de motor manual que permet que funcioni la bomba de buit. Es compon d'un petit pes del qual surt un fi fil metàl·lic, que encaixa en el tub del capçal i varia de gruix depenent del gruix, al seu torn, del capçal del retolador tècnic.

## Tipus
| Ample de línia (mm)    | 0,13    | 0,18    | 0,25  | 0,35 | 0,50  | 0,70 | 1,0     | 1,4  | 2,0  |
| Codi de color ISO 9175 | Violeta | Vermell | Blanc | Groc | Marró | Blau | Taronja | Vert | Gris |
| ---------------------- | ------- | ------- | ----- | ---- | ----- | ---- | ------- | ---- | ---- |

Retoladors desmunats
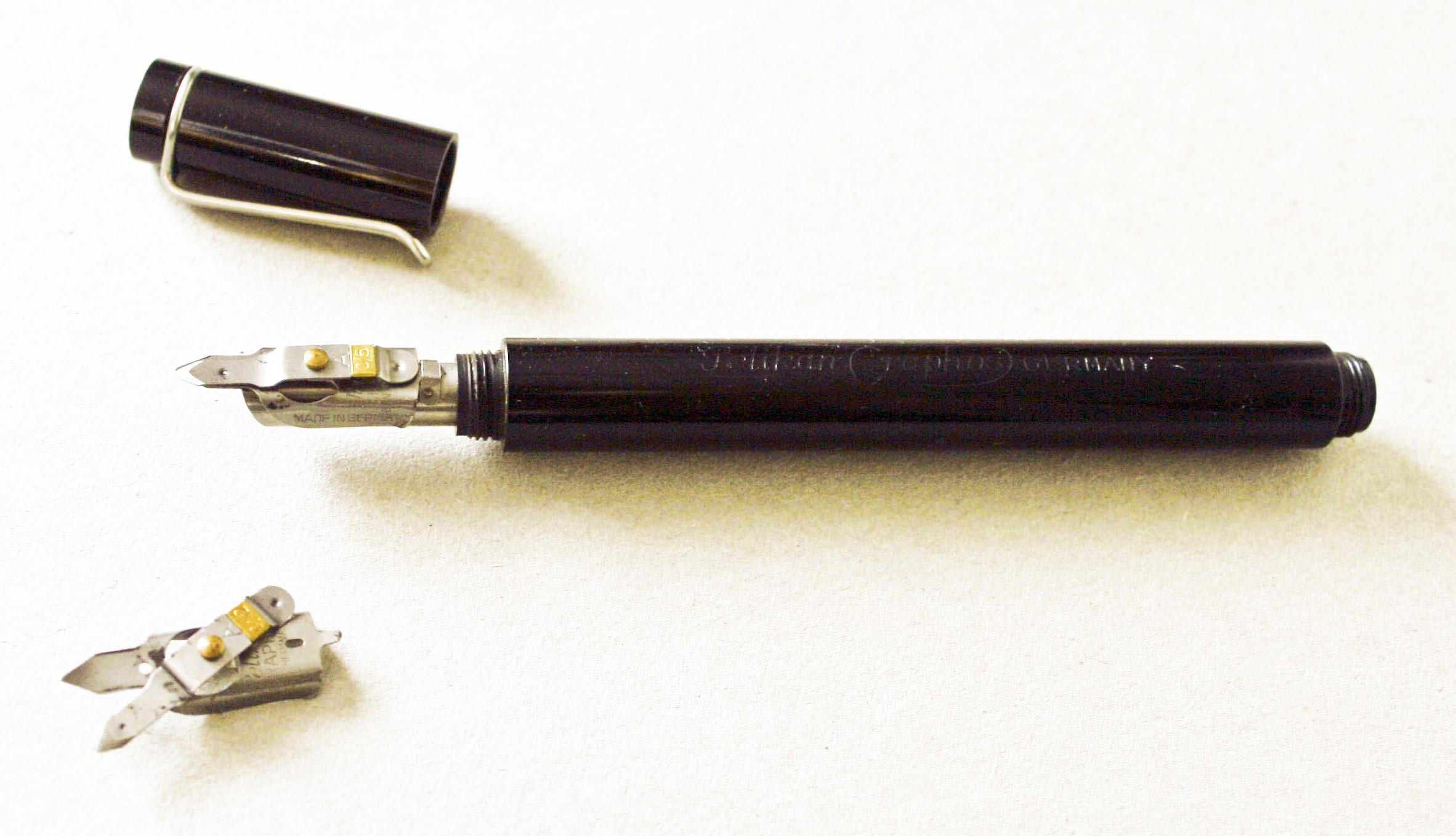
Tiralínies ple de tinta Graphos, d'abans de 1961
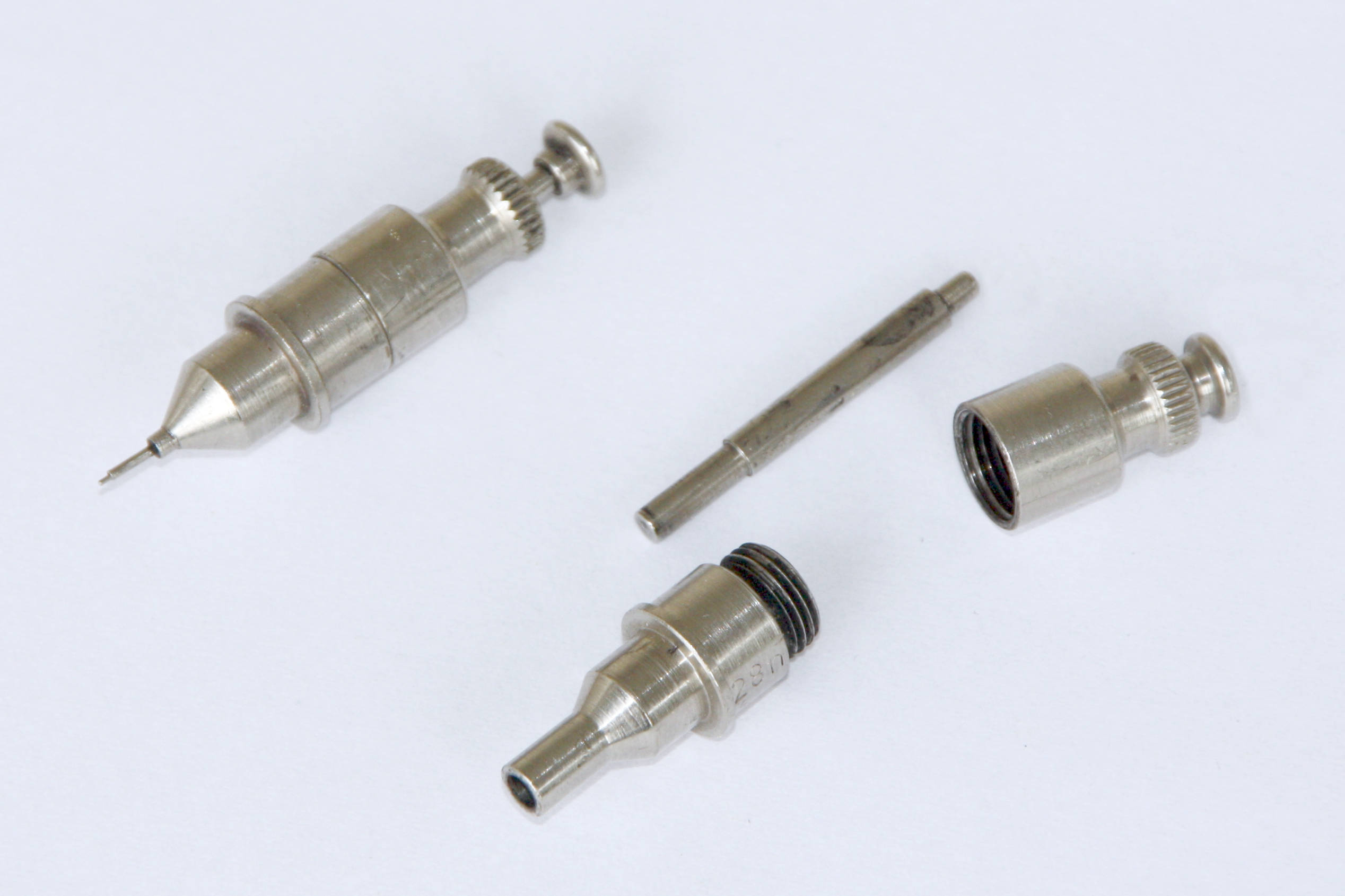
Embut amb molla precursor del retolador tècnic
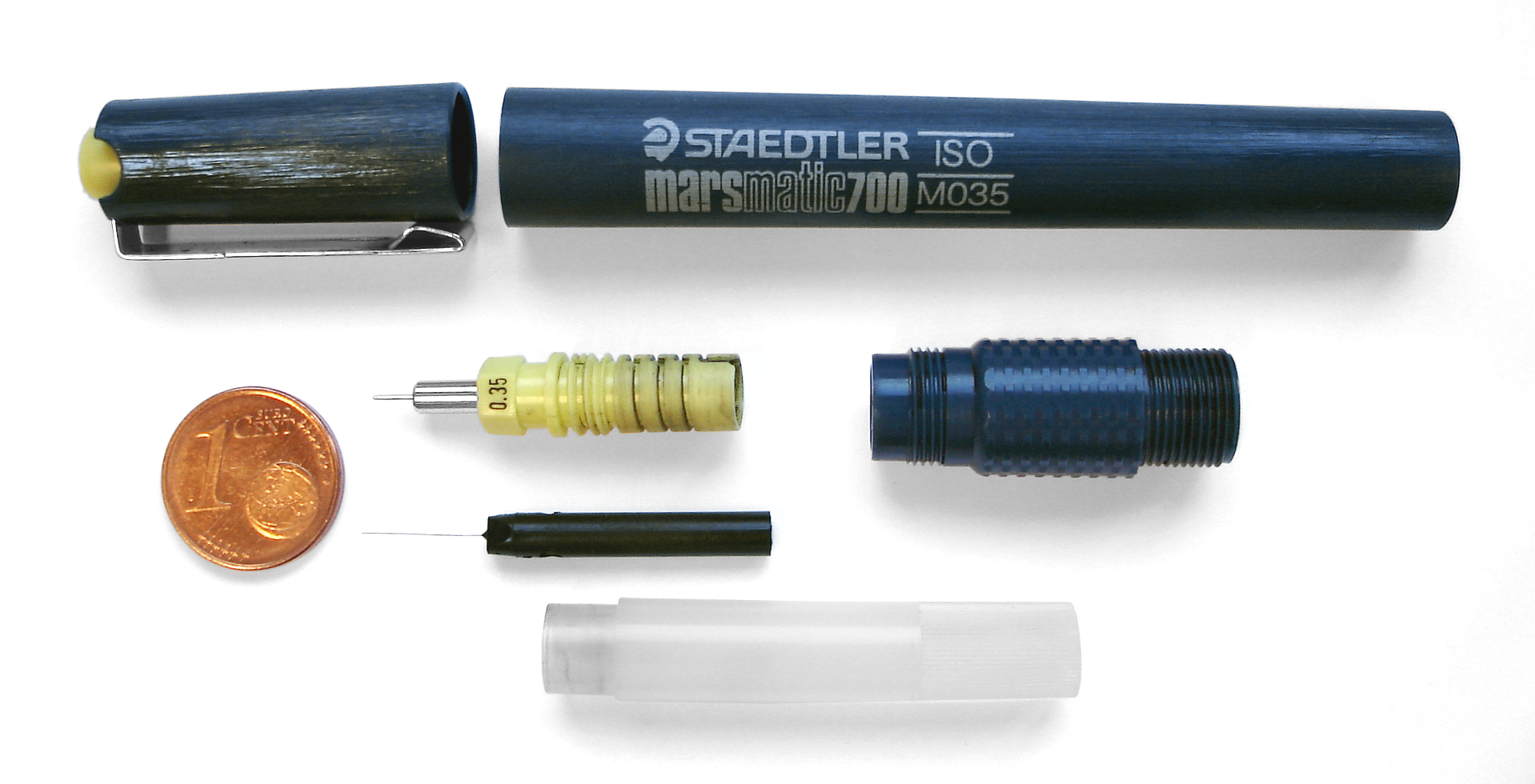
Retolador de tinta Staedtler, abans de 1985
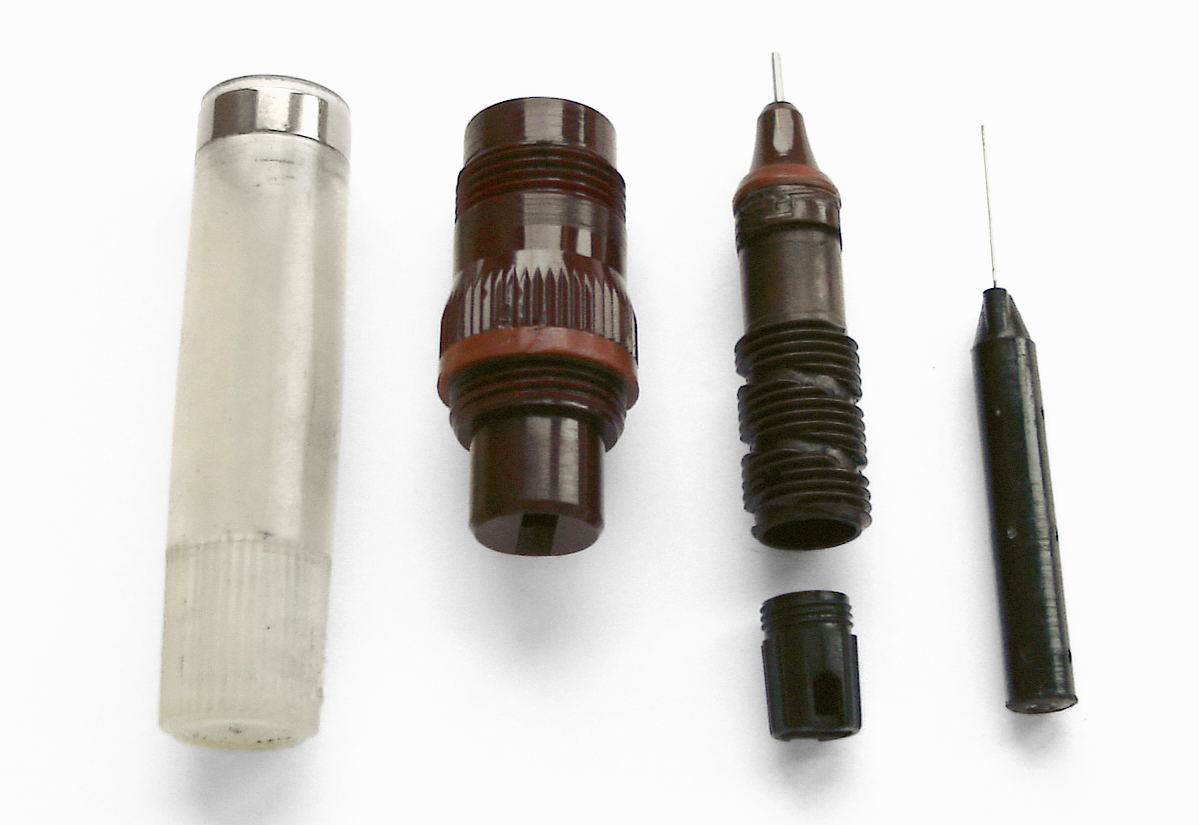
Rotring Rapidograph amb cartutx de tinta desmuntat